# Памятник Брюсу Ли (Гонконг)
Памятник Брюсу Ли в Гонконге — бронзовая скульптура гонконгского актёра и мастера боевых искусств Брюса Ли, стоящая в Гонконге на Авеню звёзд. Автор — скульптор Цао Чунъэнь.

## История
Гонконгский фан-клуб Брюса Ли пытался организовать музей имени великого актёра, однако из-за нехватки средств не смог реализовать эту идею. В июле 2005 года он объявил конкурс на выбор одного из трёх вариантов скульптуры Брюса Ли, которую планировали торжественно открыть в день 65-летия со дня рождения великого актёра. Клуб предложил фанатам в Интернете проголосовать за лучший вариант статуи. Было заявлено, что высота памятника будет составлять 2 м. Идею открытия памятника поддержал Совет по туризму Гонконга. После обращения к гонконгскому правительству фан-клуб Брюса Ли сумел собрать сумму в 135 тысяч гонконгских долларов (около 100 тысяч долларов США) на создание памятника.
Скульптором выступил Цао Чунъэнь, высота бронзовой статуи составила 2,5 м. Её открыли 27 ноября 2005 года в день 65-летия со дня рождения Брюса Ли. Статуя размещена на Авеню звёзд — на пирсе в квартале Чимсачёй. Памятник представляет собой Брюса Ли в позе перед нанесением удара — точно такой же, как в фильме 1972 года «Кулак ярости». В открытии памятника участвовал брат Брюса Ли Роберт.
Гонконгский памятник при этом не является первым в мире памятником Брюсу Ли: сутками раньше в боснийском Мостаре была открыта скульптура авторства Ивана Фийолича.

## Статуя в массовой культуре
- В нескольких международных версиях реалити-шоу The Amazing Race статуя была одной из контрольных точек маршрута, по которому должны были двигаться участники. В частности, им приходилось прибывать к статуе в американской версии (17-й сезон, 10-й этап)[5], норвежской версии (1-й сезон, 10-й этап)[6] и канадской версии (2-й сезон, 3-й этап)[7].
- В индийском бенгалоязычном детективе «Иисус мастера Тинторетто[англ.]» главный герой Фелуда[англ.] и его команда в конце появляются у статуи Брюса Ли и отдают дань почести легендарному актёру.